# Hành (tôn giáo)
Các nghĩa khác, xem bài Hành, Họ Hành.
Hành (zh. 行, sa. saṃskāra, pi. saṅkhāra) dịch từ chữ saṃskāra tiếng Phạn có rất nhiều nghĩa. Nhưng đại cương thì từ này có thể được phân loại như sau:
1. Theo Ấn Độ giáo thì saṃskāra có nghĩa là "ấn tượng," "hậu quả," được dùng chỉ những ấn tượng, khả năng tiềm tàng trong thâm tâm. Những saṃskāra này được hình thành qua những hành động, ý nghĩ, kể cả những hành động trong những tiền kiếp. Tất cả những saṃskāra này tạo thành thân thể con người, tạo thành cái mà người ta thường gọi là "bản năng".
2. Thuật ngữ quan trọng của đạo Phật. Hành được xem là một ý định, một chủ tâm có thể dẫn tới một tạo tác. Chủ động tạo tác là Hành mà thể thụ động của một sự việc xảy ra cũng là Hành. Hành là uẩn thứ tư trong Ngũ uẩn (zh. 五蘊, sa. pañcaskandha, pi. pañcakhandha) và là yếu tố thứ hai trong thuyết Duyên khởi (sa. pratītyasamutpāda, pi. paṭicca-samuppāda). Hành bao gồm tất cả các chủ tâm trước khi một hành động được hình thành. Vì hành động bao gồm Thân, khẩu, ý nên người ta cũng phân biệt Hành thuộc thân, khẩu hay ý. Hành mang lại một sự tái sinh (được hiểu là một hành động hay cả một cuộc đời), không có Hành thì không có Nghiệp và không có tái sinh. Hành quyết định phương thức tái sinh vì hành có tốt, có xấu. Hành sinh Thức (zh. 識, sa. vijñāna, pi. viññāṇa) và chính thức này đi tìm cha mẹ để tái sinh và quyết định thể tính của con người mới.